# Carcerato
Le carcerato, ou rigaglia, est une spécialité de la cuisine traditionnelle de Pistoia, en Italie.

## Préparation
Il s'agit d'une soupe obtenue par la cuisson de pain rassis combiné au bouillon de cuisson des entrailles de veau, auquel, au gré des personnes, on peut ajouter, une fois dans le plat, du fromage râpé et du poivre. Les entrailles cuites sont souvent servies en second avec le nom de rigaglia. Dans certains cas, des légumes tels que des carottes et des pois, et un peu de beurre sont ajoutés au pain, bien que la recette traditionnelle ne les prévoie pas.

## Histoire
Ce plat trouve son origine dans la prison de Santa Caterina in Brana à Pistoia, qui se trouve toujours à côté de ce qui était autrefois les abattoirs municipaux, lorsque les prisonniers et les gardiens recevaient les restes de l'abattage pour faire un repas plus énergétique que le simple pain et l'eau.
Le nom semble dériver du fait qu'à Pistoia les abattoirs communaux étaient proches des prisons, les détenus demandaient la permission aux autorités pour avoir les entrailles qui étaient jetées, d'où l'origine possible de cette soupe,,.